# Hazel Scott
Pour les articles homonymes, voir Scott.
Hazel Dorothy Scott est une pianiste et chanteuse de jazz américaine, née le 11 juin 1920 à Port-d'Espagne, Trinité-et-Tobago et décédée le 2 octobre 1981 à New York.

## Biographie

### Jeunesse et formation
Hazel Scott nait le 11 juin 1920 à Port-d'Espagne à Trinité-et-Tobago. Sa mère, Alma, d'origine vénézuélienne, a reçu une formation de pianiste classique, et son père, Thomas, d'origine ouest-africaine, est un universitaire. En 1924, sa mère Alma émigre à Harlem sans Thomas, qui s'installe à New York séparément. Issu d'un milieu éduqué et égalitaire, la famille est alors confrontée aux difficultés que rencontrent les Noirs aux États-Unis. Âgée de cinq ans, Hazel Scott assiste avec son père à une réunion de l'Universal Negro Improvement Association and African Communities League, où elle entend Marcus Garvey.
La jeune fille est un enfant prodige, capable de rejouer d'oreille des morceaux qu'elle a entendu sa mère jouer, et d'improviser dans les styles populaires. Alors que l'âge minimum pour y entrer était 16 ans, elle entre à la Juilliard School à 8 ans, où elle étudie la musique classique et acquiert une technique solide. Le professeur de piano à Julliard Oscar Wagner en fait son élève privée. Uniquement intéressé par son talent, Wagner offre à Hazel Scott un enseignement que peu d'autres enfants afro-américains ont eu la chance d'avoir.
Sa mère Alma se rend compte que sa couleur de peau l'empêche de mener une carrière de concertiste aux États-Unis. Après avoir travaillé quelques années comme femme de ménage, elle apprend le saxophone et joue dans les groupes de Valaida Snow ou Lil Hardin, avant de monter son groupe de jazz entièrement féminin, les American Creoleans. Alma cherche avant tout à développer le talent de sa fille pour la musique classique, mais devant l'insistance de celle-ci, elle ne peut que l'intégrer dans son groupe. Alma restera un guide dans la carrière de sa fille.
En parallèle de son apprentissage, Hazel Scott joue dans des clubs de jazz.

### Carrière musicale
En 1935, à 15 ans, elle fait l'ouverture de concerts de Count Basie, et elle a son émission de radio dès 1936, à la suite d'un concours de piano qu'elle a remporté.
Alors qu'elle est encore étudiante, elle est musicienne professionnelle, jouant notamment au Yacht Club. Alors que Billie Holiday, une amie de la famille Scott, quitte le Cafe Society Downtown pour inaugurer le club Uptown, elle demande à être remplacée par la jeune pianiste et chanteuse. Le talent de Scott s'épanouit sur la scène de ce club mixte racialement, tolérant et ouvert, fréquenté notamment par les militants progressistes auprès desquels son éloquence et ses idées de justice sociale et raciale font mouche. Elle y côtoie notamment Paul Robeson, Duke Ellington ou Eleanor Roosevelt. Barney Josephson, le directeur des Cafe Society, très attaché à l’équité raciale, la paye la somme importante de 1 000 $ par semaine. Trois ans plus tard, quand Scott quitte le club, elle est alors payée 2 000 $ par semaine. Josephson, qui assume de fait le rôle de manager auprès de Scott, refuse de prendre un pourcentage sur ses engagements en dehors de son établissement.
Elle joue à Broadway dans les comédies musicales Singing Out the News (1938) puis Priorities of 1942 (1942). Elle joue au Carnegie Hall dès 22 ans. Son premier album, Swinging The Classics, se vend bien et reçoit de bonnes critiques.
En 1945, Hazel Scott épouse Adam Clayton Powell Jr., membre du Congrès influent issu d'Harlem, et pasteur de l'Église baptiste abyssinienne. Tous deux sont investis dans des luttes progressistes, en particulier pour l'égalité raciale, qui les placent à la gauche du Parti démocrate, sans pour autant faire partie du Parti communiste.
Ils ont un fils, Adam Clayton Powell III. Adam Clayton Powell demande à la nouvelle Mrs. Powell de ne plus jouer dans des clubs nocturnes pour se concentrer sur une carrière de concertiste plus calme. Hazel se met à tourner aux États-Unis, l'exposant à un public national plus large. Elle refuse de jouer dans des clubs n'autorisant pas les Noirs à entrer,, ce qui l'amène à annuler plusieurs dates. En 1949, elle gagne un procès contre le restaurant Pasco à Spokane, tenu par Harry et Blanche Utz, qui avaient refusé de les servir en raison de leur couleur de peau.

### Au cinéma

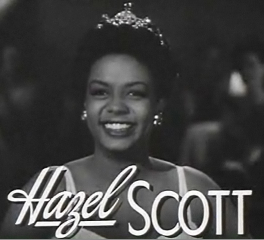
Hazel Scott dans Rhapsodie en bleu (1945).

Hazel Scott quitte son engagement au Café Society pour entamer une carrière à Hollywood. Dans les négociations avec les studios, Barney Josephson, son manager, négocie un salaire de 5 000 $ par semaine, avec cinq semaines de travail minimum.
Elle joue dans cinq films dans les années 1940, notamment dans Rhapsodie en bleu (1945). Elle refuse de jouer les rôles stéréotypés habituellement réservés aux Noirs à Hollywood, comme des domestiques ou des prostituées, préférant apparaître au piano et demande à ce qu'aucun autre acteur noir ne soit représenté de manière dégradante, quitte à forcer les tournages à s'arrêter. Elle demande également à avoir un regard sur le résultat final.
Sa carrière à Hollywood s'arrête brutalement après une dispute avec Harry Cohn, le patron de Columbia Pictures : Cohn voulait que les femmes noires dont les maris étaient partis à la guerre soient habillées de vêtements sales avec des cheveux en désordre, sans exiger une telle tenue des actrices blanches. Scott, jugeant cette tenue stéréotypée et dégradante, refuse de la porter et se met en grève, arrêtant la production du film pendant trois jours. Elle a finalement gain de cause, mais Cohn fait tout, avec succès, pour qu'elle ne puisse plus jouer dans d'autres films.

### Accusations de communisme
À la fin des années 1940, Hazel Scott est une star, apparaissant notamment dans l'émission d'Ed Sullivan Toast of the Town.
Elle est la première femme afro-américaine à avoir son propre show télévisé, le Hazel Scott Show, sur DuMont Television Network, à partir du 14 avril 1950, (les images de cette émission sont aujourd'hui perdues). C'est une émission de 15 minutes, de 17h45 à 20h les lundi, mercredi et vendredi, durant laquelle elle joue avec des invités. L'émission débute toujours par Tea for Two, que lui a appris Art Tatum alors qu'elle était adolescente. D'abord seulement diffusé à New York, le Hazel Scott Show rencontre un tel succès que DuMont décide de diffuser l'émission sur tout le territoire.
Mais face à des accusions infondées de communisme, causées par son engagement public pour l'égalité et contre le maccarthysme et la ségrégation raciale, elle décide d'aller témoigner devant la House Un-American Activities Committee pour réfuter ces accusations,. Elle y dénonce la chasse aux sorcières dont elle et de nombreux artistes sont victimes. Cette accusation coûte néanmoins cher à Hazel Scott : son show est déprogrammé le 29 septembre 1950, et plusieurs dates en club sont annulées.
Elle tourne alors en Europe en 1950 et 1951, où sa réputation n'est pas entachée. Elle reste malgré tout sous surveillance : dans un hôtel parisien, des micros sont placés dans la chambre à côté de la sienne, sans doute pour s'assurer qu'elle ne profite pas de son séjour européen pour comploter contre les États-Unis avec Powell. De retour aux États-Unis, la pression étant trop forte, elle fait une dépression.
En 1955, elle enregistre Relaxed Piano Moods, qui est sans doute son meilleur album, avec Charles Mingus et Max Roach,.

### En France

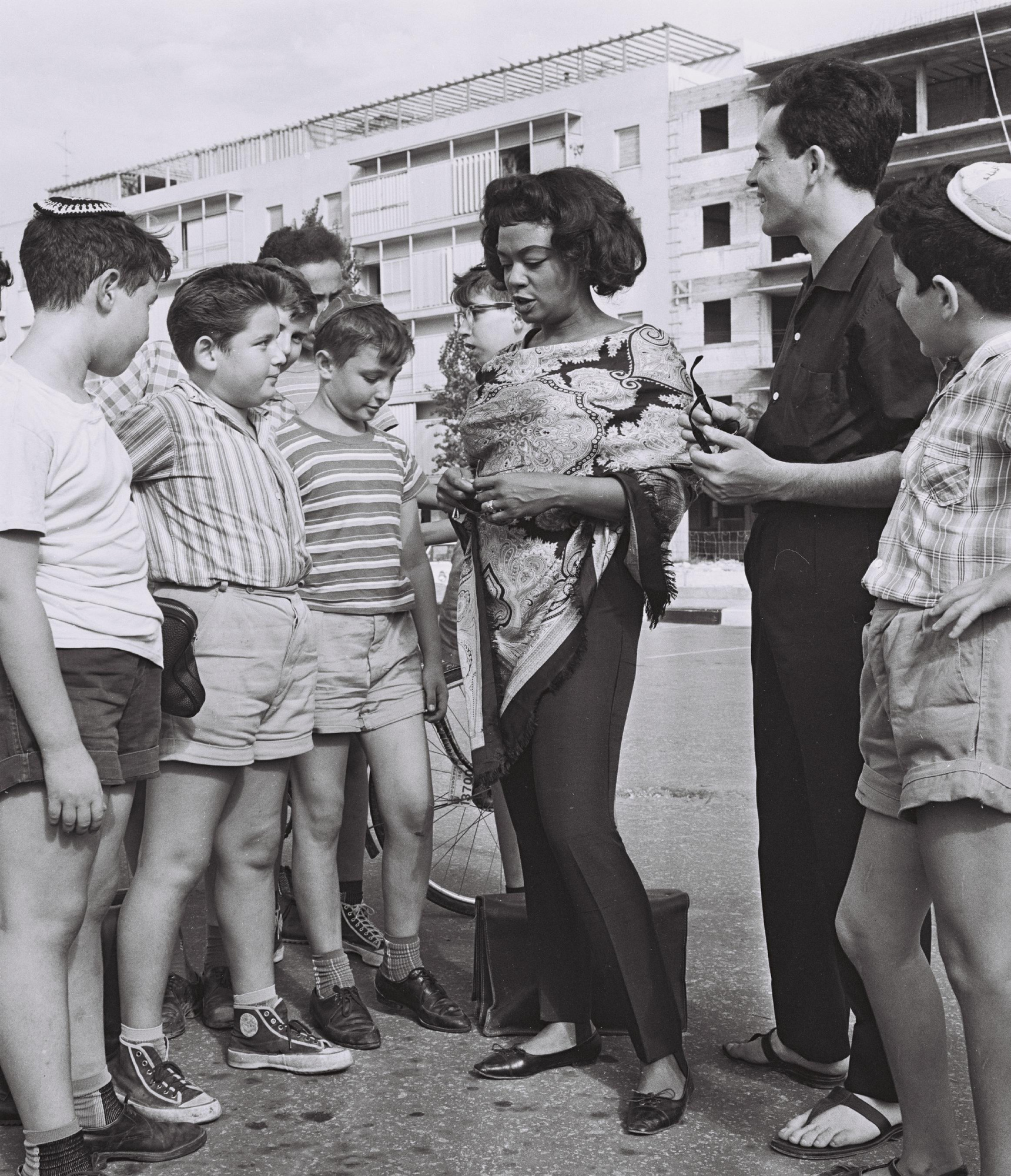
Hazel Scott accompagnée de son mari à Tel Aviv en décembre 1962. Elle y est entourée d'enfants avec lesquels elle discute.

Pour fuir la ségrégation raciale et les difficultés que lui pose son engagement politique, elle quitte les États-Unis en 1958 et s'installe quelque temps en France. Elle joue un rôle dans le film Le Désordre et la Nuit tourné en 1958 par Gilles Grangier.
Hazel Scott et Adam Clayton Powell Jr. divorcent en 1960, et Scott épouse Ezio Bedin, un comédien suisse en 1961, dont elle divorce à l'amiable quelques années plus tard.
James Baldwin, également installé en France, cherche à organiser une manifestation devant l'ambassade des États-Unis en France, en soutien de la Marche sur Washington pour l'emploi et la liberté, le 28 août 1963. Il contacte Hazel Scott, qui accepte aussitôt de l'aider. Avec quelques compatriotes, ils présentent à l'ambassadeur Cecil Lyon une pétition en soutien à l'action de Martin Luther King.

### Retour aux États-Unis
Bien qu'elle parle sept langues, Scott peine à gagner sa vie eu Europe. La ratification du Civil Rights Act de 1964 laissant penser que la situation des Noirs s'est améliorée, elle rentre aux États-Unis avec son fils en 1967. La scène musicale a alors bien changé : le rock a supplanté le jazz, et le style de Scott est daté par rapport à la nouvelle génération de jazzmen. Installée à New York, elle se consacre à sa famille et fait quelques apparitions occasionnelles en club.
Elle meurt d'un cancer le 2 octobre 1981 à New York, à l'âge de 61 ans,.

## Style
Bien qu'elle ne soit pas réellement associée au third stream, la carrière d'Hazel Scott fait le lien entre le jazz et la musique classique. Suivant une tradition qui remonte à l'époque du ragtime, elle improvise sur des thèmes classiques, notamment sur la Rhapsodie Hongroise no 2 de Liszt ou sur la Valse, opus 64 no 2 de Chopin, improvisations jugées un peu « gadget » selon certains critiques.
Bien que certains qualifient sa musique de piano bar, d'autres considèrent que Scott est également « une bonne soliste de bebop, une bonne interprète de ballades, une joueuse de blues très correcte et une chanteuse sous-estimée », avec un jeu influencé par le stride de James P. Johnson et le swing de Duke Ellington. Sa grande technique est au service de la clarté de son jeu et de la mise en relief de ses idées.
Scott a été une superstar pendant quelques années, mais ses engagements militants, notamment en faveur des droits civiques, ont bloqué sa carrière.

## Discographie
- 1941 : Swinging The Classics (Decca)[D 1]
- 1942 : Her Second Album Of Piano Solos With Drums Acc. (Decca)[D 2]
- 1946 : A Piano Recital (Signature)[D 3]
- 1950 : Great Scott! (Columbia)[D 4]
- 1950 : Two Toned Piano Recital (Coral)[D 5]
- 1953 : Hazel Scott's Late Show (Capitol Records)[D 6]
- 1954 : Grand Jazz (Decca)[D 7]
- 1955 : Relaxed Piano Moods (Debut Records)[D 8]
- 1957 : 'Round Midnight (Fresh Sound Records)[D 9]
- 1957 : Hazel Scott joue et chante (Polydor)[D 10]
- 1979 : Always (Image Records)[D 11]

## Filmographie

### Au cinéma
- 1943 : En bordée à Broadway de Gregory Ratoff
- 1943 : Mademoiselle ma femme de Vincente Minnelli
- 1943 : The Heat's On de Gregory Ratoff
- 1944 : Broadway Rhythm de Roy Del Ruth
- 1945 : Rhapsodie en bleu d'Irving Rapper
- 1958 : Le Désordre et la Nuit de Gilles Grangier

### À la télévision
- 1949 : Toast of the Town épisode 2.49[M 2]
- 1969 : The Experiment (en), téléfilm[M 3]
- 1969-70 : Julia (en), épisode 2.7 You Can't Beat Drums[M 4] et 2.22 Gone with the Whim[M 5]
- 1970 : The Bold Ones: The New Doctors épisode 1.8 If I Can't Sing, I'll Listen[M 6]